# 圣费尔南多 (拉乌尼翁)
圣费尔南多（英语：San Fernando）又稱仙彬蘭洛，是菲律宾伊罗戈斯的区域中心和拉乌尼翁省的省会，始建于1786年，是一个港口城市，主要产业为农业、水产养殖、运输业等，2007年人口为114,813人，共24,139户。